# June Tomiak

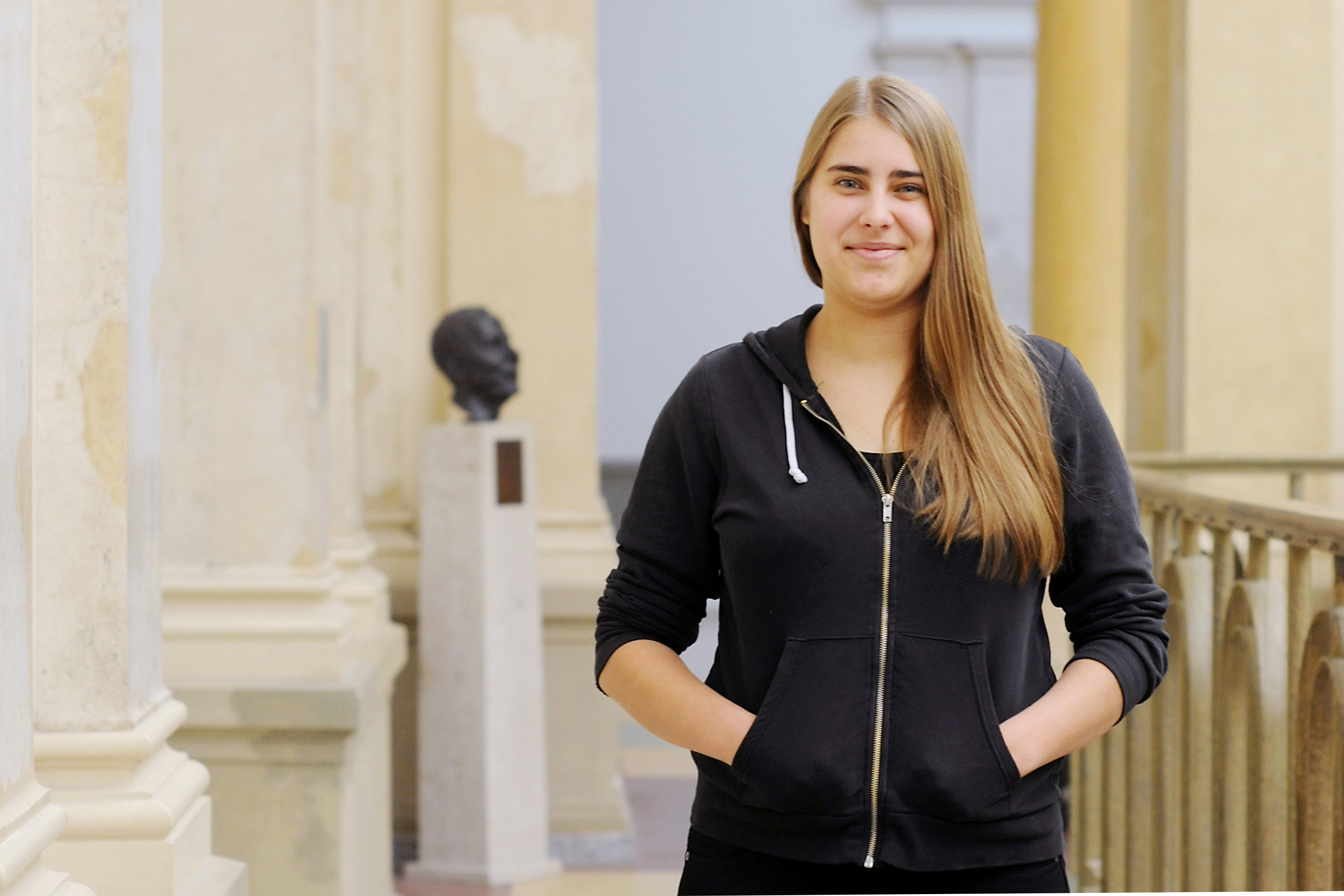
June Tomiak (2018)

June Tomiak [d͡ʒuːn] (* 8. Februar 1997 in Berlin) ist eine deutsche Politikerin (Bündnis 90/Die Grünen). Sie ist seit 2023 wieder Abgeordnete im Abgeordnetenhaus von Berlin, dem sie bereits von 2016 bis 2021 angehörte.

## Leben
Tomiak wuchs in einer Patchwork- und Regenbogenfamilie in Berlin auf. Sie besuchte die Wilhelm-Hauff-Grundschule in Berlin-Wedding. 2015 legte sie ihr Abitur am Gottfried-Keller-Gymnasium ab. Sie engagierte sich insbesondere schülerpolitisch und war in verschiedenen Funktionen von 2013 bis 2015 im Landesschülerausschuss aktiv. Sie gehört der Grünen Jugend seit 2012 und Bündnis 90/Die Grünen seit 2016 an. Tomiak wurde bei der Wahl zum Abgeordnetenhaus von Berlin 2016 über die Landesliste in das Abgeordnetenhaus gewählt. Sie war die jüngste Abgeordnete der 18. Wahlperiode.
Sie war Sprecherin ihrer Fraktion für Jugend, Verfassungsschutz sowie Strategien gegen Rechtsextremismus.
Tomiak studiert Kultur und Technik mit Schwerpunkt Philosophie an der TU Berlin.
Bei der Wahl zum Abgeordnetenhaus 2021 verpasste Tomiak den Wiedereinzug in das Abgeordnetenhaus von Berlin. Bei der Wiederholungswahl 2023 schaffte sie dann allerdings wieder den Einzug. In der Fraktion wurde sie zur Sprecherin für Verfassungsschutz sowie für Wildtier- und Gewässerschutz.